# Литературен реализъм
Реализмът в литературата е тенденция в литературата, която започва през средата на 19 век във френската литература и продължава до края на 19-и началото на 20 век (в социалистическите страни развивана и по-късно между 1944 (1932) – 1989 като социалистически реализъм ), при която авторите се стремят към изобразяване на съвременния живот и общество, такива каквито те са (били към онзи момент). В духа цялостно на „реализма“ реалистичните автори избирали изображения на обикновените и банални дейности и преживявания, вместо на романтизирани или подобно стилизирани представяния.